# Каменская волость (Старобельский уезд)
Каменская во́лость — историческая административно-территориальная единица Старобельского уезда Харьковской губернии с центром в слободе Каменка.
По состоянию на 1885 год состояла из единого поселения, единой сельской общины. Население — 3260 человек (1666 мужского пола и 1594 — женского), 537 дворовых хозяйства.
|                        | Площадь, десятин | В том числе пахотной, дес. |
| ---------------------- | ---------------- | -------------------------- |
| Сельских общин         | 6936             | 5347                       |
| Частной собственности  | 3550             | 450                        |
| Казенной собственности | 5576             | 3877                       |
| Другой собственности   | 50               | 50                         |
| В целом                | 16112            | 9724                       |

Поселение волости по состоянию на 1885 год:
- Каменка — бывшая государственная слобода при реке Каменка в 55 верстах от уездного города, 3257 человек, 537 дворовых хозяйства, православная церковь, школа, 2 лавки, базары, 2 ярмарки в год.

Крупнейшее поселение волости состоянию на 1914 год:
- слобода Каменка — 4565 жителей.

Старшиной волости был Мусий Никитович Приколотин, волостным писарем — Михаил Григорьевич Сохин, председателем волостного суда — Пётр Тимофеевич Геращенко.